# Europees kampioenschap voetbal vrouwen onder 17 - 2011/Nederland
Nederland is een van de landen die zich moet kwalificeren voor het Europees kampioenschap voetbal vrouwen onder 17 - 2011 in Zwitserland.

## Eerste kwalificatieronde
De loting voor de eerste kwalificatieronde vond plaats op 15 december 2009 in Nyon, Zwitserland. Het Nederlands voetbalelftal werd gekoppeld aan Spanje, Georgië en Wit-Rusland. De wedstrijden werden van 3 oktober 2010 tot en met 8 oktober in Nederland gespeeld. De groepswinnaar en de beste nummer 2 plaatsten zich voor de Tweede Kwalificatieronde
| Team        | Pld | W | D | L | GF | GA | GD  | Pts |
| ----------- | --- | - | - | - | -- | -- | --- | --- |
| Spanje      | 3   | 3 | 0 | 0 | 16 | 0  | +16 | 9   |
| Nederland   | 3   | 2 | 0 | 0 | 17 | 0  | +17 | 6   |
| Wit-Rusland | 3   | 1 | 0 | 2 | 2  | 5  | -3  | 3   |
| Georgië     | 3   | 0 | 0 | 3 | 0  | 29 | -29 | 0   |

|                      |           |     |             |                                                                              |
| 3 oktober 2010 17:00 | Nederland | 3-0 | Wit-Rusland | sportpark Polder Albrandswaard, Poortugaal Scheidsrechter: Danijela Marković |
| 3 oktober 2010 17:00 | Verslag   |     |             | sportpark Polder Albrandswaard, Poortugaal Scheidsrechter: Danijela Marković |

|                      |           |      |         |                                                                        |
| 5 oktober 2010 19:00 | Nederland | 14-0 | Georgië | sportpark Polder Albrandswaard, Poortugaal Scheidsrechter: Ivana Vlaić |
| 5 oktober 2010 19:00 | Verslag   |      |         | sportpark Polder Albrandswaard, Poortugaal Scheidsrechter: Ivana Vlaić |

|                      |           |     |        |                                            |
| 8 oktober 2010 19:00 | Nederland | 0-1 | Spanje | sportpark Polder Albrandswaard, Poortugaal |
| 8 oktober 2010 19:00 |           |     |        | sportpark Polder Albrandswaard, Poortugaal |

## Topscoorders
| Speelster         | Doelpunten |
| ----------------- | ---------- |
| Kim Mourmans      | 4          |
| Jeslynn Kuijpers  | 3          |
| Chelly Drost      | 2          |
| Evy Meinders      | 2          |
| Dominique Janssen | 1          |
| Sabine Becx       | 1          |
| Nadia Coolen      | 1          |
| Myrthe Moorrees   | 1          |
| Tessa Braskamp    | 1          |
| Danielle Kuikstra | 1          |